# 神王
神王（日语：／ Miwaō，737年—806年5月15日）是日本奈良時代至平安時代的王，祖父是二品志貴皇子，父親是榎井王，官位為從二位右大臣，贈正二位，號吉野大臣。

## 生涯
按照《日本後紀》延曆25年4月24日條記載，神王死時為70歲，因此逆算出生年份為天平9年（737年），而按照《公卿補任》記載出生年份則為天平15年（743年）。神護景雲元年（767年），神王獲任為從五位下。
寶龜元年（770年），神王的伯父光仁天皇即位，神王獲二世王待遇，並且從從五位下升至從四位下。寶龜2年（771年），神王出任左大舎人頭。寶龜8年（777年），神王出任大藏卿後，在寶龜11年（780年）升至正四位下參議，位列公卿。期間，神王亦曾在美作和下總擔任國司。
桓武天皇即位後不久，神王作為議政官，先後兼任大藏卿和彈正尹。延曆後半段期間，神王屢次升官，分別在延曆12年（793年）升任從三位、延曆14年（795年）出任中納言、延曆15年（796年）就任大納言和在延曆17年（798年）升至從二位右大臣。延曆16年（797年），大納言紀古佐美死去後，神王晉身首席太政官，與同樣是桓武天皇的堂兄弟大納言壹志濃王一同作為天皇近親，在桓武天皇後半任期內作出貢獻。其中，在延曆16年（797年），神王便曾參與編撰《刪定令格》。
延曆24年（805年）11月和延曆25年（806年）3月，壹志濃王和桓武天皇相繼死去，神王在平城天皇即位後不久也死去，享年70歲，其後追贈為正二位。

## 人物
神王為人有禮謹慎，不作花巧之事，對事情亦不堅持己見，乃瀟灑之人。雖然升至高位，但仍然保持認真的態度。

## 官歷
※未有標明的項目是基於《六國史》
- 神護景雲3年（767年） 1月19日：從五位下
- 寶龜元年（770年） 11月6日：從四位下
- 寶龜2年（771年） 閏3月1日：左大舎人頭
- 寶龜5年（774年） 3月5日：美作守
- 寶龜7年（776年） 閏8月20日：下總守
- 寶龜8年（777年） 10月13日：大藏卿
- 寶龜11年（780年） 3月16日：正四位下參議
- 延曆3年（784年） 4月2日：大藏卿
- 延曆4年（785年） 5月20日：彈正尹（日语：弾正尹）
- 延曆5年（786年） 
  - 1月7日：正四位上
  - 9月29日：大和國班田左長官
- 延曆8年（789年） 12月29日[6]：皇太后高野新笠御葬司
- 延曆9年（790年） 
  - 1月26日：一周忌御齋會司
  - 3月10日：下總守
  - 閏3月11日：皇后藤原乙牟漏御葬司
- 延曆12年（793年） 1月7日：從三位
- 延曆13年（794年） 10月27日：中納言
- 延曆15年（796年） 7月28日：大納言
- 延曆17年（798年） 8月16日：從二位右大臣
- 大同元年（806年） 12月6日[7]：追贈正二位

## 家族
- 父：榎井王（日语：榎井王）
- 母：不詳
- 妻：美弩摩内親王[8]（光仁天皇之女）
  - 舩木王[9]
  - 淨庭女王（齋宮）